# Pomnik Stanisława Staszica w Warszawie
Pomnik Stanisława Staszica – monument znajdujący się przy ul. Nowoursynowskiej 159 w Warszawie, na terenie kampusu Szkoły Głównej Gospodarstwa Wiejskiego (SGGW).

## Opis
Pomnik autorstwa Stanisława Lipskiego został ustawiony w 1976, w 150. rocznicę śmierci Stanisława Staszica, na trawniku przed pałacem Prymasowskim przy ul. Senatorskiej 13/15. Powstał z inicjatywy Towarzystwa Przyjaciół Warszawy, a wśród fundatorów było m.in. Stowarzyszenie Wychowanków SGGW.
Z uwagi na ograniczone środki finansowe postanowiono ufundować głaz z napisem pamiątkowym, a w przyszłości ustawić posąg Stanisława Staszica opartego o głaz. Głaz narzutowy, w którego górnej partii w wydrążonej niszy wykuto twarz Staszica, pozyskano ze stołecznego Muzeum Ziemi, a niski postument wykonano z granitu strzegomskiego. Upamiętnienie powstało nie na osi pałacu, ale z boku, na linii między pawilonami bocznymi.
Na głazie umieszczono napis:

Stanisław Staszic (1755−1826). Wielki patriota, mąż stanu, przyrodnik, działacz oświatowy, społeczny. Prekursor geologii, górnictwa, hutnictwa i spółdzielczości. Protektor nauk rolnictwa i leśnictwa. W 1976 roku w 150 rocznicę śmierci składa hołd − Naród.

Po sprzedaniu pałacu Prymasowskiego spółce Zjednoczone Przedsiębiorstwa Rozrywkowe pomnik znalazł się na prywatnym gruncie. Rozważano przeniesienie go m.in. przed XIV Liceum Ogólnokształcące im. Stanisława Staszica lub na dziedziniec przed dawną Biblioteką Uniwersytetu Warszawskiego przy ul. Krakowskie Przedmieście, jednak te lokalizacje nie uzyskały akceptacji autora pomnika.
W 2007 w czasie remontu dziedzińca pałacu monument został zdemontowany i umieszczony w magazynie w Julinku. Po interwencjach władz SGGW został przewieziony na teren uczelni i ustawiony przed budynkiem Wydziału Leśnego, Wydziału Technologii Drewna i Wydziału Zastosowań Informatyki i Matematyki przy ul. Nowoursynowskiej 159.